# Bahadurganj (Kishanganj)
Bahadurganj is een notified area in het district Kishanganj van de Indiase staat Bihar. 

## Demografie
Volgens de Indiase volkstelling van 2001 wonen er 28.224 mensen in Bahadurganj, waarvan 53% mannelijk en 47% vrouwelijk is. De plaats heeft een alfabetiseringsgraad van 34%. 